# Mario Alberto Yepes
Mario Alberto Yepes Díaz (Cali, Colòmbia, el 13 de gener de 1976) és un exfutbolista professional colombià. El seu últim equip va ser el San Lorenzo. abans de retirar-se el gener del 2016, amb 41 anys. També va ser capità de la selecció colombiana.

## Trajectòria futbolística

### Inicis
Va començar la seva carrera amb el Cortuluá des del qual va fer el salt al Deportivo Cali, l'equip de la seva ciutat i amb qui guanyà un Campionat colombià el 1998.

### River Plate i salt europeu
El 1999 va fer el salt al River Plate argentí, amb el qual es va donar a conèixer mundialment i on va guanyar dos Campionats argentins. Finalment el 2002, va fer el salt a Europa de la mà del FC Nantes francès, tot i l'interès reiterat per part de diversos equips anglesos i italians.

### PSG
Després de dues exitoses temporades al Nantes el 2004 va fer el salt a un dels grans del futbol francès, el Paris Saint-Germain FC, on va suplir la baixa deixada per Gabriel Heinze al Manchester United FC. Al PSG es va consolidar amb el sobrenom de Super Mario. A l'equip de la capital francesa es va consolidar a l'eix de la defensa, s'hi va estar fins a exhaurir el seu contracte a l'estiu del 2008. Amb l'equip francès va guanyar una Copa de la Lliga i una Copa.

### ChievoVerona
L'estiu del 2008, després de finalitzar el seu contracte amb el PSG, va confirmar la seva incorporació al ChievoVerona tot i haver-se'l relacionat també amb altres equips de la Serie A com l'AC Siena.

### AC Milan
El 2010, Yepes, va fer el salt a l'AC Milan. Equip al qual va arribar amb l'etiqueta de suplent, de fet, les seves aparicions amb l'equip titular van ser molt esporàdiques. L'estiu del 2012 va confirmar la seua renovació fins al final de la temporada 2012/13 amb l'equip llombard.

### Atalanta BC
Després de la finalització del seu contracte amb l'equip de Milà, el jugador va continuar a la Serie A, en aquest cas a les files de l'Atalanta BC. Va signar per un any. El 25 d'agost del 2013 va debutar amb l'Atalanta. Va ser en la derrota 2-1 contra el Cagliari Calcio. Va acabar la seua vinculació amb l'Atalanta després de disputar 24 partits de la Serie A, la majoria com a titular.

### San Lorenzo de Almagro
Després de 12 anys jugant a Europa, el jugador colombià va tornar a Argentina. Aquest cop a les files del San Lorenzo de Almagro. El 14 d'octubre del 2014 va debutar amb el San Lorenzo a la lliga argentina contra l'Arsenal Fútbol Club. Amb l'equip argentí també va jugar el Mundialet de clubs, on va perdre la final contra el Reial Madrid. El gener del 2016 va anunciar la seua retirada del futbol professional.

### Selecció Colombiana
Yepes ha jugat més de cent partits amb la seva selecció, des del seu debut el 1999. Ha format part del combinat nacional participant en la Copa Amèrica en diverses ocasions i també al Mundial 2014.

## Palmarès

### Club

#### Deportivo Cali
- Copa Mustang: 1998

#### River Plate
- Apertura:1999
- Clausura:2000

#### Paris Saint-Germain
- Copa de França: 2006
- Copa de la Lliga: 2008

#### AC Milan
- Serie A: 2010-11
- Supercopa italiana: 2011

### Selecció
- Copa Amèrica: 2001